# Klitorishypertrophie

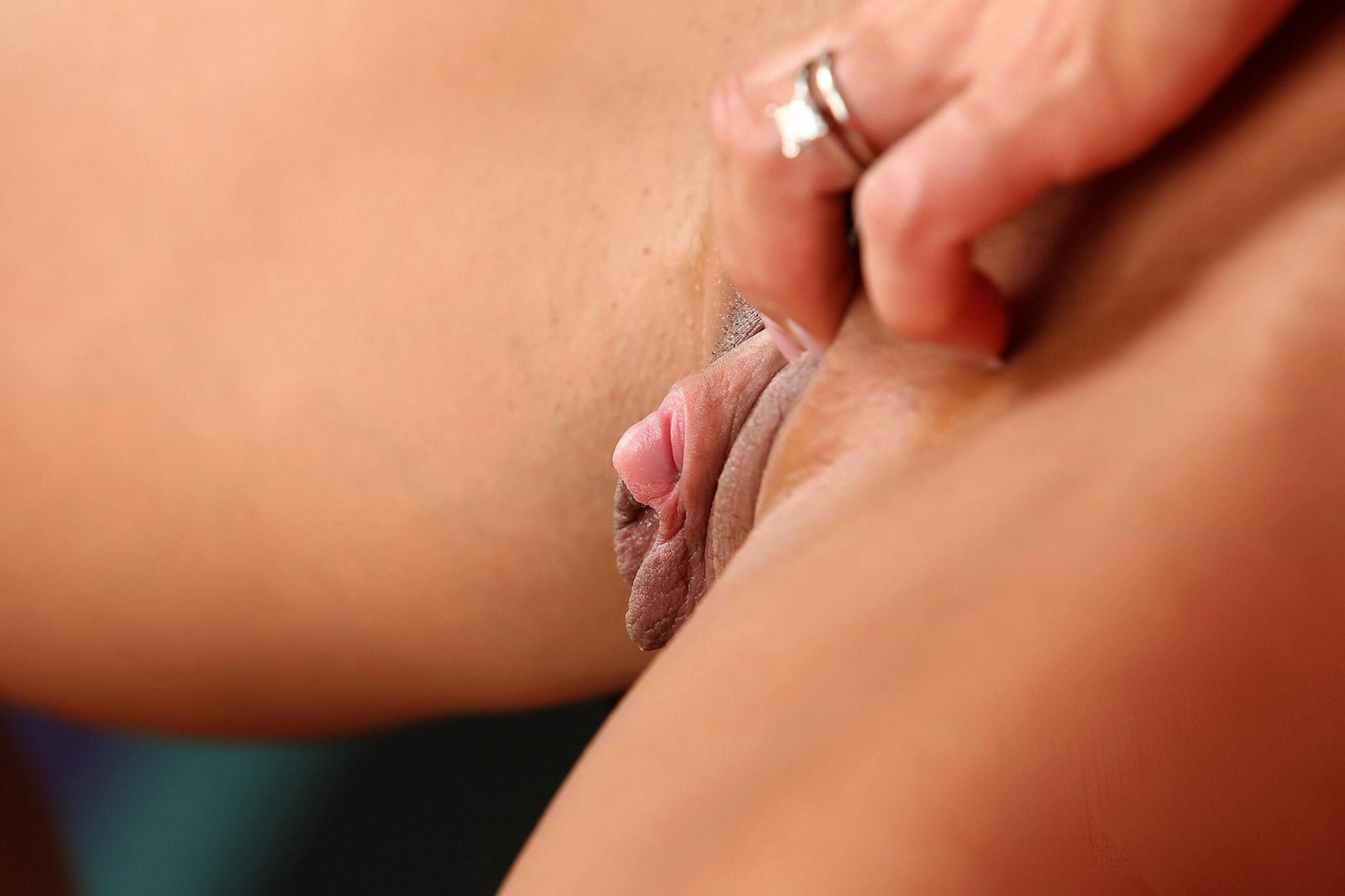
Frau mit einer relativ großen Klitoris

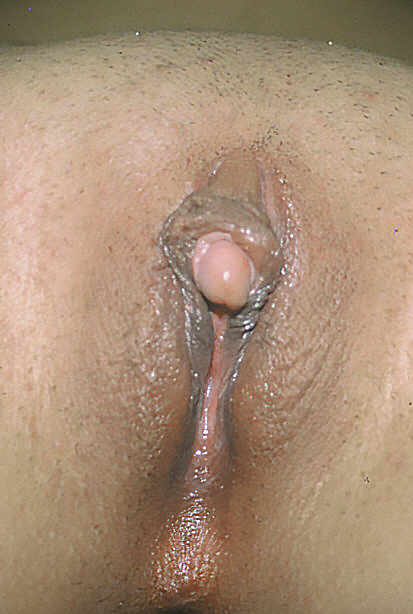
Klitorishypertrophie bei einer 22-jährigen Frau

Eine Klitorishypertrophie, auch Klitoromegalie oder Megaloklitoris genannt, ist die medizinische Bezeichnung für eine anatomisch ungewöhnlich große, penisähnliche Klitoris.

## Ätiologie
Eine Klitorishypertrophie ist meist eine angeborene Fehlbildung. Daneben kann eine Klitoromegalie auch in späteren Lebensabschnitten erworben werden, was im Vergleich zu einer angeborenen Fehlbildung seltener auftritt.
Ätiologisch lassen sich die Fehlbildungen in vier Klassen einteilen:
- Hormonell bedingt
- nicht-hormonell bedingt
- Pseudo-Klitoromegalie
- idiopathische Klitoromegalie (ohne bekannte Ursache)

### Hormonelle Ursachen
Die hormonell bedingte Klitorishypertrophie lässt sich in vier mögliche Ursachen aufgliedern:
- Endokrinopathien (hormonelle Erkrankungen)
- maskulinisierende Tumoren
- Exposition mit Androgenen (beispielsweise Doping mit Anabolika[3][4])
- Symptom verschiedener Syndrome

#### Endokrinopathien
Die häufigste Ursache für eine Klitorishypertrophie ist der weibliche Pseudohermaphroditismus als Folge einer angeborenen Nebennierenrindenhyperplasie (congenital adrenal hyperplasia (CAH)) oder eines adrenogenitalen Syndroms, welches durch einen Enzym-Defekt die Steroid-Biosynthese erheblich stört.
In über 95 % der Fälle liegt dabei ein Defekt des Enzyms CYP21 (Cytochrom P450c21; 21-Hydroxylase) vor. CPY21 katalysiert die Umsetzung von 17-α-Hydroxyprogesteron (17-OHP) zu Cortisol und von Progesteron zu Aldosteron. Durch den reduzierten 17-OHP-Abbau werden vermehrt die Androgene Androstendion und Testosteron gebildet. Dies bewirkt die Virilisierung (Vermännlichung) der weiblichen Patienten.
Weniger häufig ist ein Defekt des Enzyms CYP11B1 (Cytochrom P450c11, 11-β-Hydroxylase) der Ausgangspunkt für eine Klitorishypertrophie. CYP11B1 wird ebenfalls in der Nebennierenrinde produziert. Es katalysiert normalerweise die Umwandlung von 11-Desoxycortisol zu Cortisol und von 11-Desoxycorticosteron (DOC) zu Corticosteron. Eine Fehlfunktion dieses Enzyms bewirkt ebenfalls eine vermehrte Androgenproduktion und führt bei Mädchen zur intrauterinen Virilisierung.
Treten die Hormonstörungen bis zur 14. Schwangerschaftswoche auf, so kann es zu einer ausgeprägten Maskulinisierung der äußeren Genitalien kommen. Im Extremfall führt dies zur Umwandlung der großen Schamlippen (Labien) zum Hodensack (Skrotum) und zum Verschluss der Vagina, beziehungsweise des Urogenitalkanals (Sinus urogenitalis). Die Virilisierung beschränkt sich bei Hormonstörungen im fortgeschrittenen Schwangerschaftsstadium im Wesentlichen auf das Symptom einer Klitorishypertrophie.

#### Maskulinisierende Tumoren
Zu den maskulinisierenden Tumoren gehören:
- beidseitige Hilus-Zelltumoren der Eierstöcke (Ovarien)[9]
- Steroid-produzierende Gonadentumoren[10]
- adrenale Karzinome (Krebserkrankungen der Nebenniere) mit Androgensekretion[11]
- Leydig-Zelltumoren der Eierstöcke[12]
- metastasierende Karzinosarkome (bösartige Mischtumoren aus Karzinom und Sarkom) in der Harnblase[1]

#### Exogene Androgene
Als exogenes Androgen, das in der Lage ist, eine Klitorishypertrophie zu bewirken, wurde das Steroid Danazol identifiziert. In einer retrospektiven Studie mit 129 Frauen, die während ihrer Schwangerschaft das Testosteron-Derivat Danazol verabreicht bekamen, zeigte es sich, dass bei den 94 Lebendgeburten 34 normale und 23 virilisierte Mädchen auf die Welt kamen. Die Vermännlichung manifestierte sich unter anderem an dem Symptom einer Klitorishypertrophie.
In der Literatur wird ein Fall berichtet, bei dem offensichtlich die mehrfache Bluttransfusion des Blutes eines Mannes auf ein Kleinkind eine Klitorishypertrophie induzierte.

### Nicht-hormonelle Ursachen
Als nicht-hormonelle Ursachen für eine Klitorishypertrophie ist die Neurofibromatose Typ 1 und – allerdings bedeutend weniger häufig – die Neurofibromatose Typ 2 beschrieben. Bei diesen seltenen erblich bedingten Krankheiten wird ein gutartiger Tumor ausgebildet. Ein mögliches Symptom der Krankheit ist die Ausbildung einer Klitorishypertrophie.
Klitorale Zysten können sich aus der Epidermis (Oberhaut) bilden und in die Dermis (Lederhaut) oder gar in das subkutane Gewebe (Gewebe unterhalb der Hautschichten) eindringen. Die Zysten können sich entweder vor der Geburt (pränatal) oder nach einer Verletzung (Trauma) manifestieren.
Eine Reihe von Syndromen mit nicht-hormonalem Ursprung können die Ursache für eine Klitorishypertrophie sein. So beispielsweise die kongenitale generalisierte Lipodystrophie (CGL), eine spezielle Form einer Lipodystrophie, die autosomal-rezessiv vererbt wird.
Auch beim Turner-Syndrom, eine chromosomale Erkrankung, bei der die betroffenen Frauen nur ein funktionsfähiges X-Chromosom haben, sind Klitorishypertrophien beschrieben. Das äußerst seltene Fraser-Syndrom, das ebenfalls autosomal-rezessiv vererbt wird, ist ebenfalls eine mögliche Ursache für eine Klitorishypertrophie.
Bei einer kompletten Androgenresistenz (CAIS = Complete Androgen Insensitivity Syndrome), eine x-chromosomal-rezessive Erbkrankheit, liegt ein defekter Androgenrezeptor vor. Das Krankheitsbild ist sehr vielschichtig und kann auch eine Klitorishypertrophie beinhalten.
Der Naevus lipomatosus cutaneus superficialis (NLCS; Hoffmann-Zurhelle) ist eine angeborene gutartige Fehlbildung, bei der sich in der Haut lokal reife Lipozyten muttermalartig ansammeln. NLCS im Bereich der Klitoris kann eine Vergrößerung selbiger bewirken.

### Pseudo-Klitoromegalie
Eine Pseudo-Hypertrophie der Klitoris kann bei kleinen Mädchen durch Masturbation bedingt sein. Es sind Fälle bekannt, in denen die Manipulation der Haut des Präputiums durch wiederholten mechanischen Stress zu Verletzungen führten, die das Präputium und die inneren Schamlippen (Labia minora) vergrößerten, so dass sie eine Klitoromegalie vortäuschten.

### Idiopathische Klitoromegalie
Bei einer idiopathischen Klitoromegalie sind die Ursachen für die Fehlbildung nicht bekannt.

## Therapie
Wenn eine volljährige und voll entscheidungsfähige Frau unter einer – über die normale Variationsbreite deutlich hinaus – vergrößerten Klitoris körperlich und/oder psychisch gravierend leiden sollte, dann ist eine Klitorisreduktion als ein medizinisch gerechtfertigter Eingriff anzusehen. Dabei wird ein verantwortungsvoller Chirurg vor einem derartigen Eingriff neben allen anderen medizinischen Voruntersuchungen und der gründlichen Aufklärung über mögliche Operationsrisiken immer abzuklären versuchen, ob der Wunsch einer Patientin nach Verkleinerung ihrer Klitoris vielleicht in erster Linie auf einem konkreten oder eher vagen äußeren Einfluss beruht, der im Grunde ihrem eigenen inneren Wunsch nicht entspricht. Eine solche präoperative Abklärung bzw. Beratung ist in der Regel nicht einfach, aber manchmal kann schon der aufklärende Hinweis helfen, dass es bei einem Partnerwunsch durchaus solche Partner – egal welchen Geschlechts – geben wird, die an einer deutlich vergrößerten Klitoris mindestens nichts auszusetzen haben, oder sie vielleicht sogar besonders attraktiv finden. So gibt es beispielsweise auch viele Menschen, die einen deutlich übergewichtigen Partner oder eine derartige Partnerin besonders anziehend finden. Ein derartiger Hinweis hätte eine besondere Berechtigung, falls eine Frau mit deutlich vergrößerter Klitoris für sich selbst genug ist, und mit ihrer so gestalteten Körperlichkeit stets eigene Erfüllung findet.
Bei nicht entscheidungsfähigen und/oder minderjährigen Mädchen können bei medizinischer Beratung, dringenden Gründen und mit Genehmigung des Familiengerichts gegebenenfalls die Erziehungsberechtigten eine Entscheidung für die Klitorisreduktion treffen. Das bedeutet aber nicht, dass Erziehungsberechtigte und konsultierte Mediziner in jedem Falle das Recht haben, vor Erreichen einer Entscheidungsfähigkeit des betreffenden Kindes operative Eingriffe vornehmen zulassen bzw. vorzunehmen, die unwiderruflich in tiefer Weise in die körperliche Unversehrtheit und psychische Struktur der Persönlichkeit des Kindes eingreifen können. Daher wird heutzutage jeder verantwortungsvolle Arzt immer anraten, keinen derartigen Eingriff vor dem Erreichen der Volljährigkeit des betroffenen Mädchens vorzunehmen, es sei denn, es liegen nachweislich gravierende medizinische oder psychologische bzw. psychosoziale Gründe vor.
Die ersten chirurgischen Eingriffe wurden 1934 von H. H. Young durchgeführt. Er verkleinerte die Klitoris eines Kindes, welches eine angeborene Nebennierenrindenhyperplasie (CAH) hatte. Bis in die 1960er wurde die Klitorishypertrophie mit einer Amputation (Klitoridektomie) behandelt.
Mittlerweile sind mehrere Techniken der Klitorisreduktionsplastik etabliert. Alle haben neben kosmetischen Indikationen das Ziel, dass die sexuelle Erregbarkeit und Empfindung möglichst voll erhalten bleibt. Dies wird durch den Erhalt des Gefäßnervenbündels der Klitoris ermöglicht.